# Tonšaevskij rajon
Il Tonšaevskij raion (in russo Тоншаевский район?) è un rajon dell'Oblast' di Nižnij Novgorod, nella Russia europea; il capoluogo è Tonšaevo.